# Kurów, Lublin
Kurów este un sat în Polonia, în voievodatul Lublin, powiatul Puławy. Are o populație de 2870 loc. (2013).